# Щигровский уезд
Щигро́вский уе́зд — административно-территориальная единица Курского наместничества (1779—1797) и Курской губернии (1797—1928) Российской империи, а затем РСФСР. Уездным центром являлся город Щигры. Площадь уезда в 1914 году составляла 2902,6 вёрст² (3303,45 км²).

## История

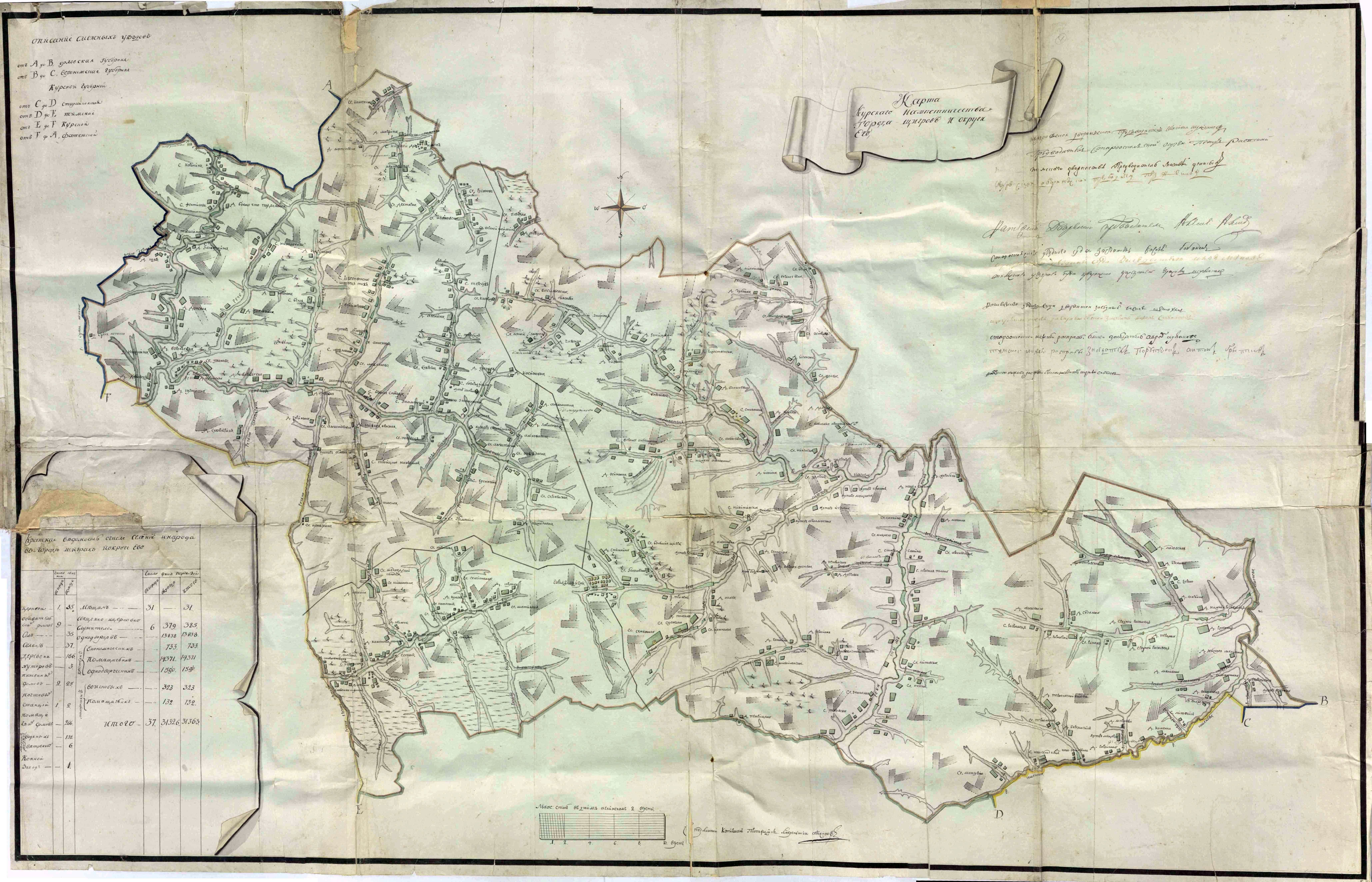
Щигровский уезд в конце XVIII века

Щигровский уезд был образован в 1779 году в составе Курского наместничества из земель бывших Курского, Ливенского и Старооскольского уездов. Уездным центром был назначен город Щигры, образованный из села Троицкого, при крепости на реке Щигор, к тому времени упразднённой.
В 1797 году, в результате второй губернской реформы Курское наместничество было преобразовано в Курскую губернию. Уезды были укрупнены. К Щигровскому уезду были присоединены земли Тимского уезда, а также части Курского и Старооскольского уездов.
В 1802 году все уезды, существовавшие до 1797 года, были восстановлены (однако границы уездов были пересмотрены). Территория Щигровского уезда значительно сократилась. В таком виде уезд, без существенных изменений, просуществовал до 1924 года.
В 1882 году в уезде была организована земская почта, к открытию были выпущены почтовые марки с изображением герба Щигровского уезда.
В 1894 году была завершена постройка линии Курск — Воронеж Киево-Воронежской железной дороги. Железная дорога пересекала Щигровский уезд с запада на восток и оказала благоприятное воздействие на экономику уезда в конце XIX — начале XX веков.
В начале 1920-х, после окончательного установления Советской власти в Курской губернии, на территории Щигровского уезда началось активное исследование Курской магнитной аномалии (КМА). В 1921 году по указанию Владмира Ильича Ленина и под руководством академика Ивана Михайловича Губкина и горного инженера С.А. Бубнова рядом с селом Лозовка (в 7 км от Щигров) была заложена первая скважина КМА. 7 апреля 1923 года с глубины 167 метров были добыты первые образцы железной руды.
12 мая 1924 года вышло постановление Президиума ВЦИК об укрупнении уездов. Территория Тимского уезда была разделена между Курским и Щигровким уездами, часть территории Щигровского уезда отошла к Курскому уезду.

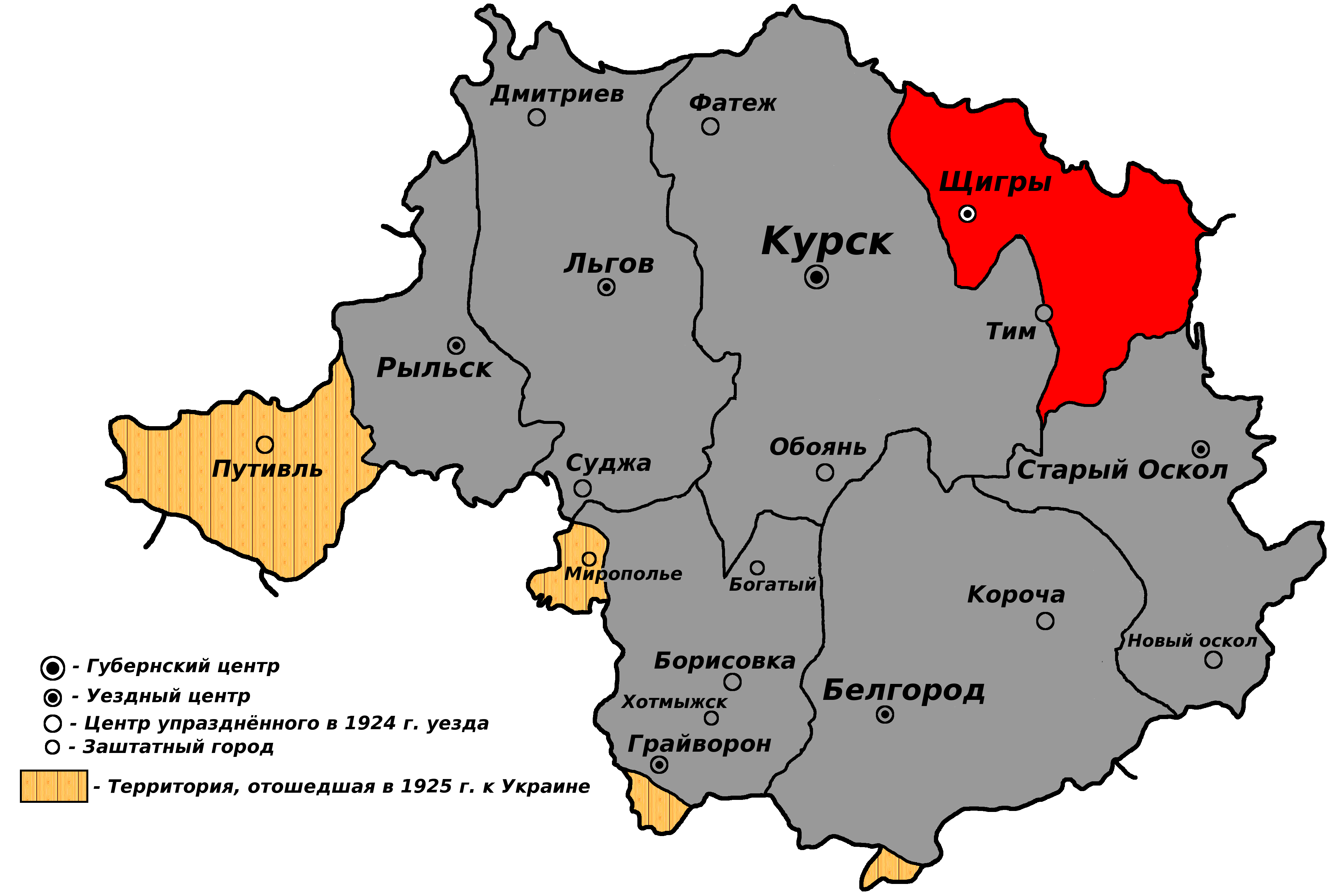
Щигровский уезд в составе Курской губернии РСФСР (1924—1928 гг.)

В результате перехода на областное, окружное и районное деление в 1928 году Щигровский уезд был упразднён. На территории, занимаемой ранее уездом, были созданы: Щигровский, Тимский, Советский и Черемисиновский районы, вошедшие в Курский округ Центральночернозёмной области.

## География

### В составе Российской империи (по состоянию на начало XX века)
Щигровский уезд был расположен на северо-востоке Курской губернии. Уезд граничил на севере и северо-востоке с Малоархангельским и Ливенским уездами Орловской губернии, на востоке — с Землянским уездом Воронежской губернии, на юге — с Тимским, на юго-западе — с Курским, а на западе с Фатежским уездами Курской губернии. Общая площадь Щигровского уезда составляла 2902,6 вёрст² (3303,45 км²).
Рельеф местности — возвышенная равнина пересечённая глубокими речными долинами и множеством балок и оврагов. Наивысшая точка уезда находилась в районе села Николаевское — 854 фута (260,3 м). Почва — преимущественно чернозём. Леса составляли менее 4 % площади уезда. Основные реки — Кшень, Тим (бассейн Дона), а также Тускарь (бассейн Днепра). Все реки несудоходны.

### В составе Курской губернии РСФСР (1924—1928)
Укрупнённый Щигровский уезд граничил на западе и юго-западе с Курским уездом, на юге со Старооскольским уездом, на востоке с укрупнённым Нижнедевицким уездом Воронежской губернии, а на севере и северо-западе с Ливенским и Малоархангельским уездами Орловской губернии.
После укрупнения общая площадь Щигровского уезда увеличилась почти в 1,5 раза и составила 4906 км².

## Население
По данным 4-й ревизии (1782) в Щигровском уезде (без учета уездного города) насчитывалось 30 126 мужчин. В городе Щигры проживало 1412 человек (1785). Общее число населённых пунктов составляло 241 (35 сёл, 37 селец, 166 деревень, 3 хутора). Каменных церквей в сёлах насчитывалось 4, деревянных — 34, священнослужителей было 379. Дворян, проживающих в сёлах насчитывалось 214, имеющих только владения — 45. Дворянские дома: 1 каменный и 245 деревянных.
По данным переписи населения 1897 года численность населения уезда составляла 150 030 человек (6061 проживало в городе Щигры), из них 72 475 мужчин и 77 775 женщин. В энциклопедическом словаре Брокгауза и Ефрона (ЭСБЕ) указываются несколько другие цифры: общее население 150 585 жителей, из них в Щиграх — 3329 человек. Щигровский уезд был одним из самых слабонаселённых уездов Курской Губернии. Плотность населения составлял 52 человека на 1 версту² (45,5 человек на км²), при средней плотность населения по губернии 59 человек на 1 версту² (52 человека на км²). Примерно 99,8 % населения составляли русские (великороссы), по вероисповеданию население также было весьма однородно: порядка 98 % жителей были православными.
По состоянию на конец XIX века, общее количество населённых пунктов — 420: 1 город (Щигры), 230 сёл и деревень и 189 прочих поселений (усадеб, хуторов и других). Наиболее крупные сёла: Карандаково (4 000 жителей), Ясенки (3200), Нижне-Гурово (3800), Красная Поляна (3300), Липовское (3200), Покровское (5 000).
По данным Всесоюзной переписи населения 1926 года в укрупнённом Щигровском уезде насчитывалось 3 городских и 727 сельских поселений. Общая численность населения составляла 276 209 человек, из них 131 453 мужчины и 144 756 женщин. Плотность населения — 56,3 человека на км². В городских условиях проживало всего 3,6 % жителей (9969 человек).

## Экономика

### Конец XVIII века (в составе Курского наместничества)
В 1785 году на территории Щигровского уезда было всего 4 завода (1 кирпичный, 1 известковый и 2 конезавода), фабрик не было. Лавок насчитывалось 25, кузниц — 18, питейных домов — 25, мельниц — 14 (12 водяных и 2 ветряных). Наиболее значимые ярмарки проводились в Щиграх и в селе Нижний Даймен. Основная часть населения занималась сельским хозяйством. В уезде выращивались рожь, горох, ячмень, конопля, гречиха, пшеница, просо, мак.

### Конец XIX — начало XX веков
В конце XIX — начале XX веков сельское хозяйство являлось основой экономики Щигровского уезда. По состоянию на 1900 год общее площадь сельскохозяйственных земель составляла 283 259 десятин (≈309 461 га). Основные сельскохозяйственные культуры: рожь(средняя урожайность сам-6), овёс (средняя урожайность сам-4), гречиха (средняя урожайность сам-7), а также картофель (средняя урожайность сам-5).
Животноводство также было достаточно развито. По состоянию на 1900 год в уезде насчитывалось: лошадей — 47 442, крупного рогатого скота — 35 026, овец — 123 504, свиней — 20 066.
Кустарные промыслы в начале XX века были практически не развиты. Основные промыслы: заготовка дуг, вязание чулок, изготовление кушаков и ковров, овчинный и шкурный промыслы.
Промышленное производство было представлено в основном небольшими предприятиями, занимающихся переработкой сельскохозяйственной продукции. По состоянию на 1900 год в Щигровском уезде насчитывалось 357 фабрик и заводов, общая численность рабочих — 814 человек, объём производства в денежном выражении — 254 тысячи рублей. Кроме того, имелся 1 машиностроительный завод с 30 рабочими.
По сведениям ЭСБЕ ежегодно до 8 тысяч человек выезжали из Щигровского уезда на заработки в Москву и на сельскохозяйственные работы в южные губернии.
Торговля хлебом в Щигровском уезде была сосредоточена на железнодорожных станциях: Золотухино, Мармыжи, Охочевка, Черемисиново (Липовская до 1904 года). Кроме того, местная торговля осуществлялась также в городе Щигры, на сельских базарах и ярмарках. Наиболее крупная ярмарка проводилась в селе Нижний Даймен (оборот составлял свыше 100 тысяч рублей).

### Советский период (1920—1928)
В 1920-х годах Щигровский уезд оставался аграрным регионом. Сельскохозяйственное производство по-прежнему составляло основную часть экономики. В середине 1920-х, в связи с масштабным исследованием Курской магнитной аномалии, Щигровский механический завод был перепрофилирован и в 1927 году выпустил первые буровые установки КМА-300.

## Транспортное сообщение
Щигры были связаны большими дорогами с Курском и Тимом.
Щигровский уезд с запада на восток пересекала Курско-Воронежская линия Московско-Киево-Воронежской железной дороги (82 версты (≈87,5 км)) с ответвлением от станции Мармыжи на Ливны (22 версты (≈23,5 км)) и подъездной узкоколейной железной дорогой от станции Охочевка до станции Колпны Орловской губернии (30 вёрст (≈32 км)).
На западе Щигровского уезда проходил участок Московско-Курской железной дороги (23 версты (≈24,5 км)), основная станция — Золотухино. После укрупнения уездов в 1924 году данный участок отошёл к Курскому уезду.

## Здравоохранение и образование
По состоянию на начало XX века в Щигровском уезде насчитывалось 4 врачебных участка, 3 земских больницы, 1 приёмный покой. В медицинских учреждениях работало: 4 врача, 8 фельдшеров, 4 акушера.
По состоянию на начало XX века в уезде было 90 школ, из них 46 земских (3378 учащихся), 11 церковно-приходских (470 учащихся), начальных («школы грамоты») — 33 (1005 учащихся). Общее количество учеников — 4853 (из них 3988 мальчиков и 865 девочек). В 1903 году расходы земства на народное образование составили 28 % от всех расходов.

## Административное деление

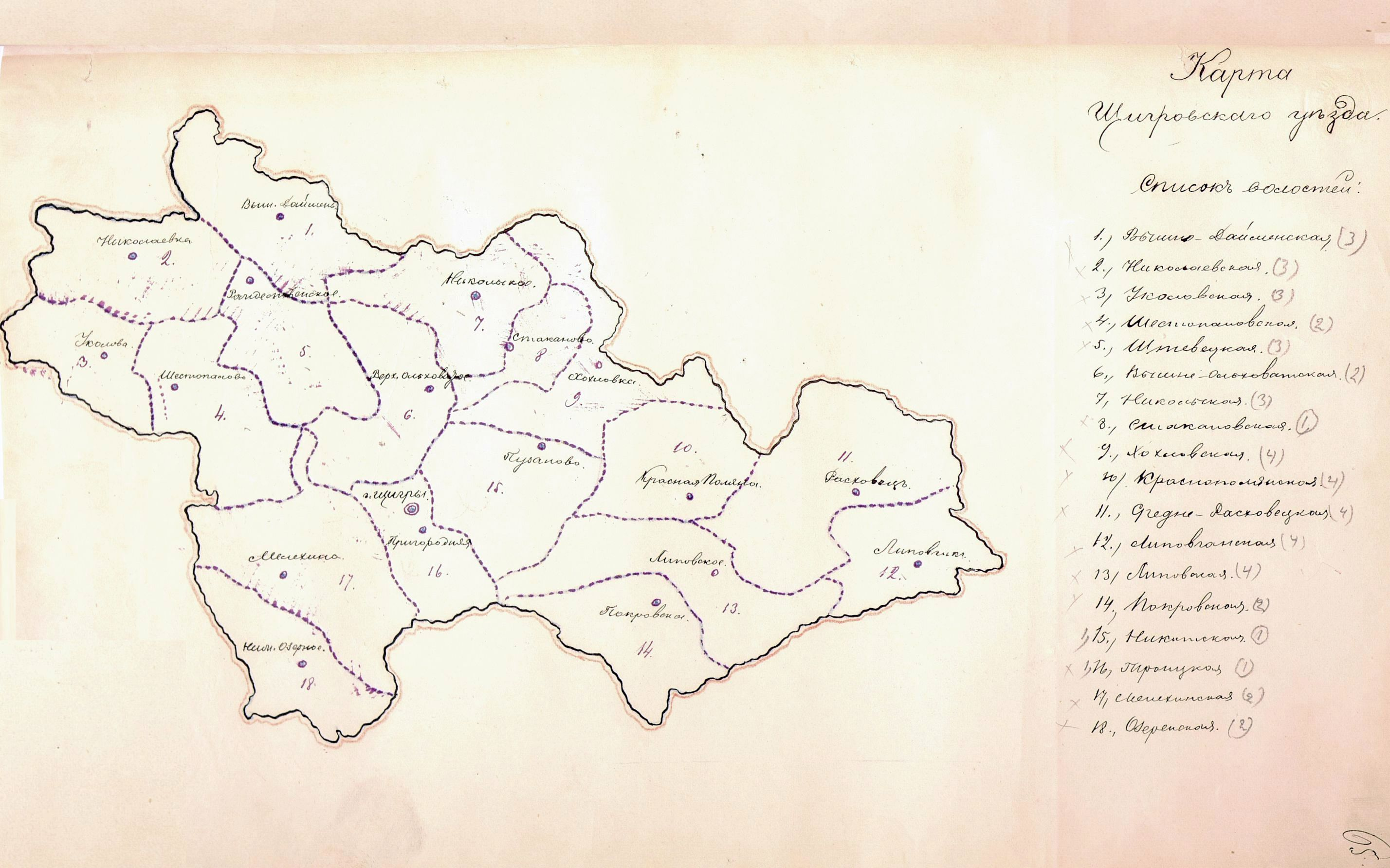
Волости Щигровского уезда в 1887 году

В 1890 году в состав уезда входило 18 волостей:
| № п/п | Волость            | Волостное правление   | Число селений | Население |
| ----- | ------------------ | --------------------- | ------------- | --------- |
| 1     | Вышнедайменская    | с. Вышне-Дайменское   | 23            | 7026      |
| 2     | Вышне-Ольховатская | с. Вышнеольховатое    | 22            | 5693      |
| 3     | Красно-Полянская   | с. Красная Поляна     | 16            | 9947      |
| 4     | Липовская          | с. Липовское          | 14            | 8464      |
| 5     | Липовчанская       | с. Липовчик           | 17            | 7364      |
| 6     | Мелехинская        | с. Мелехино           | 18            | 11784     |
| 7     | Никитская          | с. Никитское-Пузаново | 13            | 7980      |
| 8     | Николаевская       | с. Дурновское         | 13            | 7037      |
| 9     | Никольская         | с. Никольское         | 21            | 5809      |
| 10    | Озёренская         | с. Вышнее Озерное     | 14            | 8496      |
| 11    | Покровская         | с. Покровское         | 5             | 8515      |
| 12    | Средне-Расховецкая | с. Средний Расховец   | 25            | 13828     |
| 13    | Стакановская       | с. Стаканово          | 12            | 5749      |
| 14    | Троицкая           | сл. Троицкая          | 10            | 5307      |
| 15    | Уколовская         | с-цо Уколово          | 13            | 4632      |
| 16    | Хохловская         | с. Хохловка           | 16            | 5982      |
| 17    | Шестопаловская     | с. Шестопалово        | 24            | 7366      |
| 18    | Штевцовская        | с. Рождественское     | 9             | 5671      |

По состоянию на начало 1917 года Щигровский уезд также состоял из 18 волостей.
В 1918—1928 годах состав и названия входивших в уезд волостей и сельсоветов неоднократно пересматривался.

## Предводители дворянства
В Щигровском уезде, как и в остальных уездах Российской империи, действовал орган дворянского самоуправления — уездное дворянское собрание. Возглавлял собрание уездный предводитель дворянства. Предводитель избирался дворянами уезда каждые 3 года и утверждался губернатором Курской губернии. С 1864 года, с введением в Курской губернии института земского самоуправления предводитель дворянства был также председателем уездного земского собрания. После Октябрьской революции дворянские собрания были отменены.
Ниже приводится неполный список предводителей дворянства Щигровского уезда:
- 1837—1840: Михаил Александрович Пузанов
- 1846[9]—1855: Стефан Сергеевич Шеньшин
- 185?—186?: Николай Андреевич Денисьев[10]
- 1868—1869: Вячеслав Григорьевич Шварц
- 1878—1881: Сергей Осипович Бородаевский
- 1881—1887: Михаил Николаевич Офросимов
- 1887—1890: Модест Сергеевич Оболенский
- 1890—1893:Пётр Николаевич Рагозин
- 1906—1917: Лев Евгеньевич Марков [7][11][12][13]

## Щигровский уезд в культуре и искусстве
- Щигровский уезд фигурирует в рассказе Ивана Сергеевича Тургенева «Гамлет Щигровского уезда» (первая публикация в 1849), вошедшем в сборник «Записки охотника» (1852). По этому рассказу в 1975 году студией Беларусьфильм был снят фильм «Гамлет Щигровского уезда» (режиссёр Валерий Рубинчик). Тот же образ обыгрывается в сатирическом стихотворении Аполлона Григорьева «Монологи Гамлета Щигровского уезда» (1864).
- В 1872 году известный художник Григорий Семёнович Седов написал картину «Саянка Щигровского уезда»[14] (по другой версии картина называется «Селянка Щигровского уезда»[15])

## Известные уроженцы и жители
В Щигровском уезде родились:
- Дмитрий Алексеевич Абельдяев — русский писатель, родился 13 (25) октября 1865 года в селе Расховец Щигровского уезда.
- Александр Иванович Евдокимов — учёный-стоматолог, Заслуженный деятель науки РСФСР, Герой Социалистического Труда, родился в деревне Новая Слобода Щигровского уезда 8 декабря 1883 года.
- Илья Иванович Иванов — великий учёный-биолог, родился 1 августа 1870 года в городе Щигры.
- Владимир Николаевич Разуваев — генерал-лейтенант, командующий 1-й Ударной армией в феврале — мае 1945 года, депутат Верховного Совета СССР 2-го созыва, родился в селе Алексеевка Щигровского уезда Курской губернии в 1900 году.
- Михаил Георгиевич Халанский — историк литературы и фольклорист, член-корреспондент Императорской Санкт-Петербургской академии наук, родился 1 ноября 1857 года в селе  Расховец Щигровского уезда.
- Георгий Трофимович Шитиков — советский конструктор военной радиоаппаратуры, двукратный лауреат Сталинской премии.
- В селе Крутое Щигровского уезда находилось родовое имение Марковых, известного дворянского рода (одного из двух родов Марковых в Курской губернии[16]). Некоторые известные представители:
  - Евгений Львович Марков — писатель-путешественник, литературный критик, этнограф, выдающийся крымовед.
  - Владислав Львович Марков — российский писатель конца XIX века.
  - Лев Львович Марков (1837—1911) — прозаик, публицист и краевед; директор Тифлисской гимназии.
  - Николай Евгеньевич Марков — депутат III и IV Государственной думы от Курской губернии, черносотенец.
  - Александр Владимирович Марков — астроном, исследователь Луны.
  -  Никулин, Владимир Яковлевич (15.06.1898, Нижний Штевец — 09.10.1978, Москва) — советский военачальник, участник Гражданской войны, Великой Отечественной войны, генерал-майор танковых войск (1944)[17].

Известные жители:
- В селе Пожидаевка Щигровского уезда прошли детские годы великого русского инженера и архитектора Владимира Григорьевича Шухова. Он воспитывался в имении своей бабушки Александры Васильевны Пожидаевой с 1854 по 1863 год[18][19].
- В 1876 году известный русский поэт-лирик Афанасий Афанасьевич Фет приобрел имение Воробьевку в Щигровском уезде Курской губернии. В этом имении были написаны 4 сборника стихов «Вечерние огни».
- В селе Никольское Щигровского уезда прошли детские годы Сергея Павловича Непобедимого — конструктора ракетной техники, Героя Социалистического Труда. В конце 1920-х семья Непобедимого переехала в город Щигры.